# 新北市區公車966路線
新北市區公車966路線，由三重客運營運、原國道客運1210路線（2020/06/28改號），起點為竹林山觀音寺，終點為臺北車站。
新北市區公車966A路線由三重客運營運，起點為竹林山觀音寺，往程不經長庚醫院、高公局，終點為臺北車站，僅單向行駛，返程依照原正線路徑返回。
新北市區公車966副線路線，由三重客運營運、起點為林口轉運站，終點為臺北車站。

## 簡介
- 2020年6月28日：原國道客運1210「林口－北門」路線納編為市區公車966路線。[1][2]
- 2021年10月15日起配合林口轉運站啟用，新闢駛966副線「林口轉運站至臺北車站」路線，並於同日起調整966部分班次試辦平日尖峰時段不行經龜山地區與林口長庚醫院站位。[3]
- 2021年11月5日起晚上尖峰時段全數繞駛龜山地區並停靠龜山地區站位。
- 2024年12月23日起966A線往程取消停靠「高公局」站位。[4][5]
- 2025年6月30日起「竹林山觀音寺」(西向)站位遷移[6]
- 2025年7月18日起「新生街口」(往西)站位遷移[7]